# Österreichischer Rundfunk

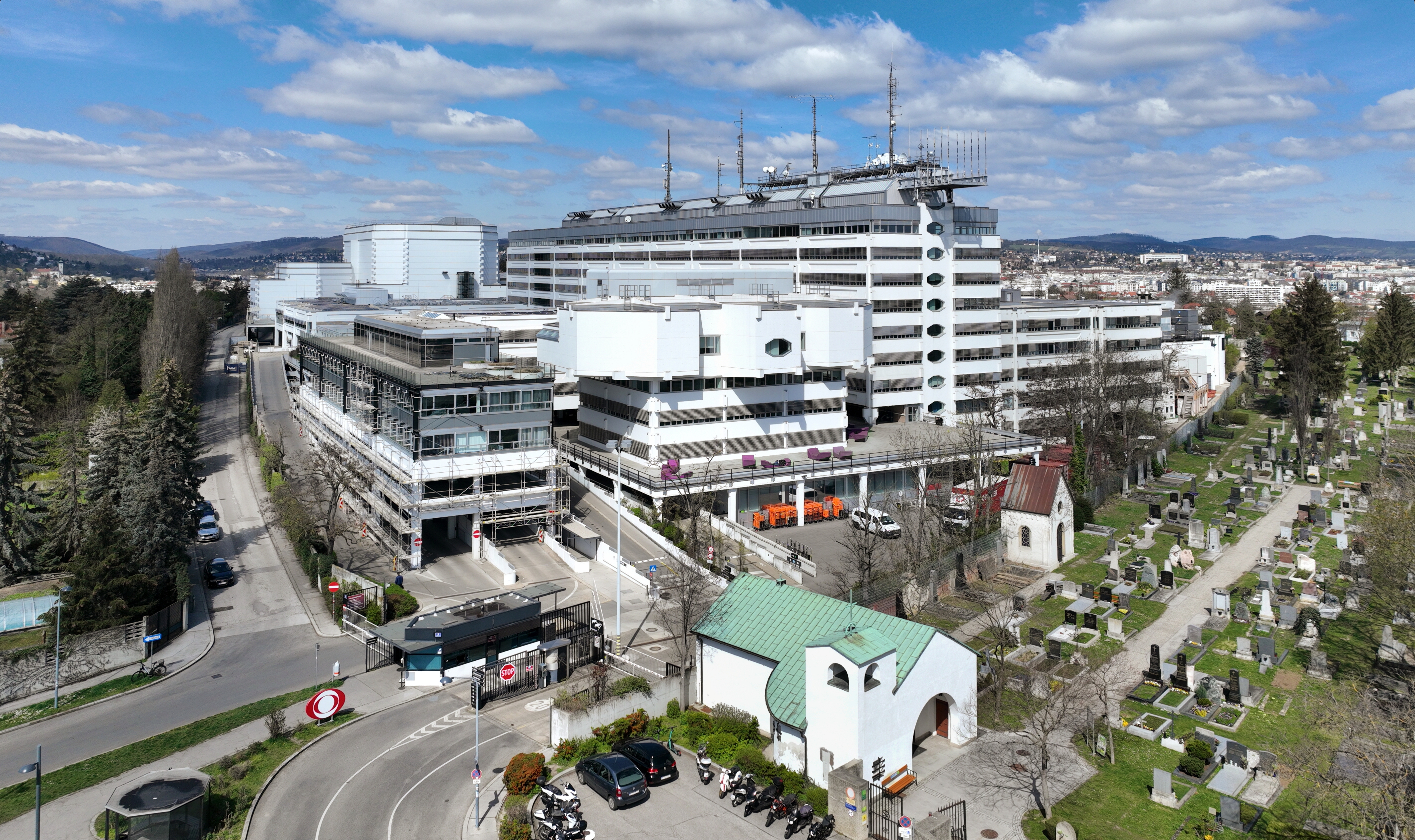
Siedziba ORF w Wiedniu

Österreichischer Rundfunk, w skrócie jako ORF – austriacki publiczny nadawca radiowo–telewizyjny z siedzibą w Wiedniu założony 1 sierpnia 1955 roku.

## Stacje

### Telewizyjne
- ORF 1 – pierwszy program austriackiej telewizji,
- ORF 2 – drugi program austriackiej telewizji, a między godziną 19:00 i 19:20 nadaje programy regionalne,
- ORF 2 Europe – drugi program austriackiej telewizji nadawany przez satelitę Astra od 5 lipca 2004; cyfrowy i niezakodowany
- ORF III – kultura i informacje (zastąpił kanał TW1)
- ORF Sport + – kanał sportowy

1 grudnia 1984 we współpracy z niemieckimi telewizjami publicznymi ARD, ZDF oraz szwajcarskim SRG SSR powstał 3sat.

### Radiowe
- Ö1 – pierwszy program austriackiego radia (kulturalny),
- Ö2 – drugi program austriackiego radia został zastąpiony przez 9 stacji regionalnych (każda nadaje w jednym kraju związkowym): Radio Wien, Radio Niederösterreich, Radio Burgenland, Radio Oberösterreich, Radio Steiermark, Radio Salzburg, Radio Tirol, Radio Kärnten, Radio Vorarlberg),
- Hitradio Ö3 – trzeci program austriackiego radia (młodzieżowy, hitradio),
- FM4 – czwarty program austriackiego radia (młodzieżowy, alternatywny, częściowo po angielsku),
- Radio 1476.

## Ośrodki regionalne
ORF posiada 9 ośrodków regionalnych, które dostępne są też jako całodobowe radia, które zastąpiły stacje radiową Ö2.
Od 5 maja 1988 na antenie ORF 2 emitowany jest program informacyjny Bundesland heute zawierający aktualności z poszczególnych krajów związkowych Austrii.
| Kraj związkowy | Nazwa                | Skrót  | Link zewnętrzny | Logo |
| -------------- | -------------------- | ------ | --------------- | ---- |
| Burgenland     | ORF Bungenland       | ORF B  |                 |      |
| Karyntia       | ORF Kärnten          | ORF K  |                 |      |
| Dolna Austria  | ORF Niederösterreich | ORF NÖ |                 |      |
| Górna Austria  | ORF Oberösterreich   | ORF OÖ |                 |      |
| Salzburg       | ORF Salzburg         | ORF S  |                 |      |
| Styria         | ORF Steiermark       | ORF St |                 |      |
| Tyrol          | ORF Tirol            | ORF T  |                 |      |
| Vorarlberg     | ORF Volarlberg       | ORF V  |                 |      |
| Wiedeń         | ORF Wien             | ORF W  |                 |      |